# Жан I (дофин Вьеннский)
Жан I (фр. Jean I de Viennois; после 12 июля 1264 — 24 сентября 1282) — дофин Вьеннский, граф д’Альбон, де Гренобль, д’Уазан, де Бриансон и д’Амбрён с 1269 года, последний представитель Капетингской ветви дофинов Вьеннских.

## Биография

Дофине на карте Прованса 13 в.

Жан был старшим из двух сыноей дофина Вьеннского Гига VII и Беатрисы Савойской, дамы де Фосиньи (известной также как «Великая Дофина»), дочери графа Савойи Пьера II. 
Жан родился после 12 июля 1264 года. В 1269 году разгорелся конфликт из-за наследства Агнес де Фосиньи, матери Беатрисы Савойской: по завещанию Агнесы все её владения должна была унаследовать Беатриса, но при этом оказались ущемлены права Беатрисы де Труа-Виллар, сестры Агнессы, которая начала войну против племяннице. Во время войны в августе 1269 года умер дофин Гиг VII. Поскольку его наследник, Жан I, был ещё мал, регентшей стала Беатриса Савойская. В том же году Беатриса Савойская вместе с Жаном I попали в плен к Беатрисе де Труа-Виллар, но после вмешательства дяди Беатрисы Савойской, графа Филиппа I Савойского, пленники 15 ноября 1269 года были освобождены. Конфликт окончательно был улажен только через 2 года, когда Беатриса де Труа-Виллар отказалась от прав на своё наследство в Фосиньи в обмен на другие владения.
В 1280 году Жан женился на Бонне Савойской, дочери графа Савойи Амадея V, с которой был ранее обручён. Однако 2 года спустя, 24 сентября 1282 года Жан погиб в результате неудачного падения с лошади. Поскольку детей он не оставил, то его наследницей стала сестра, Анне, и её муж Умберт I де Ла Тур дю Пэн.
Для погребения Жана его мать, Беатриса Савойская основала монастырь к югу от города Танэж, устав которого датирован 12 апреля 1285 года. До завершения всех работ по строительству монастыря, включая усыпальницы, тело Жана находилось в аббатстве Сикст. Однако во время проведённых в 1970-е годы археологических раскопок захоронение Жана обнаружено не было.

## Брак
Жена: с 1280 Бонна Савойская (ок. 1275 — до 1294), дочь графа Савойи Амадея V и Сибиллы де Боже. Детей не было.
После смерти мужа Бонна Савойская 5 июля 1283 года вышла замуж вторично, её мужем стал Гуго Бургундский (ум. 1324), сеньор де Мобюсон.